# Dohrniphora cornuta
Dohrniphora cornuta är en tvåvingeart som först beskrevs av Jacques-Marie-Frangile Bigot 1857.  Dohrniphora cornuta ingår i släktet Dohrniphora och familjen puckelflugor. Inga underarter finns listade i Catalogue of Life.